# Hannopil (obwód winnicki)
Hannopil (ukr. Ганнопіль) – wieś na Ukrainie, w obwodzie winnickim, w rejonie tulczyńskim. W 2001 liczyła 1420 mieszkańców, spośród których 1412 posługiwało się językiem ukraińskim, 7 rosyjskim, a 1 innym.